# National Unity Government of Myanmar
Als National Unity Government of Myanmar (Burmesisch အမျိုးသားညီညွတ်ရေး အစိုးရ kurz NUG, deutsch Nationale Einheitsregierung Myanmars) wird die Exilregierung Myanmars nach dem Militärputsch 2021 bezeichnet. Die NUG setzt sich aus gewählten Parlamentsvertretern zusammen, welche aus den Wahlen von 2020 hervorgingen. Die NUG besteht hauptsächlich aus Mitgliedern der Nationalen Liga für Demokratie kurz NLD. Die NUG organisiert einen bewaffneten Kampf gegen die Militärregierung und wird von der Europäischen Gemeinschaft als legitime Regierung des Landes anerkannt während die anderen Länder, einschließlich der EU Mitglieder diese nicht offiziell anerkennen. Die Militärregierung, State Administration Council kurz SAC, erklärte die NUG zur terroristischen Organisation. Die NUG arbeitet mit einigen Bewaffneten Ethnischen Organisationen, (Kurz EAO Ethnical Armed Organisation) zusammen und betreibt mit diesen sogenannte People Defence Forces kurz PDF. Die wichtigsten EAOs, welche mit der NUG zusammenarbeiten sind die der Karen National Liberation Army, kurz KNLA und die Kachin Independence Army kurz KIA, Chin National Front und Karenni Progressive Party. Die meisten EAO's unterstützen die NUG aber nicht, so die United Wa State Army UWSA, die Arakan Army AA, die Ta’ang National Liberation Army TNLA, die Shan State Progress Party SSPP und die Reconstruction Council of Shan State kurz RCSS und weitere EAO's. Die NUG hat keinen offiziellen Sitz im Land oder im Ausland, sondern arbeitet dezentral in Gebieten der EAO's, in Gebieten unter der Kontrolle ihrer PDF's oder meistens vom Ausland aus. Der Standort der verschiedenen Ministerien ist geheim.

## Geschichte
Offiziell wurde die NUG am 16. April 2021 gegründet. Von Anfang an wurde versucht mit den ethnischen Minderheiten zusammenzuarbeiten. Die meisten ethnischen Minderheiten im Land verfügen über eigene Streitkräfte und oft über jahrzehntelange Erfahrung im Kampf gegen die Zentralregierung. Sie kontrollieren große Teile des Landes, besonders im Arakan, im Chin, im Kachin, im Mon, im Karennni, im Karen und im Shan-Staat. Die NUG war sich dieser Situation bewusst. 13 von 26 Mitgliedern des NUG Kabinetts stammen von ethnischen Minderheiten ab. Man versuchte die Fehler der NLD nicht zu wiederholen, primär auf Mitglieder der Burmesischen Mehrheit zu setzen. Auch gaben sie viele Positionen der NLD auf. Forderte die NLD 2015 noch die Entwaffnung der EAO's und eine Integration in die Streitkräfte des Landes, so scheint es, dass die NUG nun einen wirklichen Föderalismus anstrebt, einschließlich der Tatsache, dass Minderheiten ihre eigenen Streitkräfte unterhalten dürfen. In der Vergangenheit hatten genau die Militärregierungen den ethnischen Minderheiten eigene bewaffnete Organisationen zugestanden, und diese teilweise gefördert. So wurden EAO's das Border Guard Force Programm unterbreitet. im Prinzip ethnische bewaffnete Organisationen, bezahlt und ausgerüstet vom Zentralstaat. Einige von diesen arbeiten jetzt mit der NUG zusammen, wie zum Beispiel die KPLNF oder Einheiten der Pao. Ein Politikwechsel vellzog die NUG gegenüber der Minderheit der Rohingya. Unterstützte die NLD noch Militärkampagnen gegen diese Volksgruppe, so bezeichnen sie heute diese Aktionen als Fehler und Irrtum.
Am 7. September 2021 rief die NUG den People’s Defensive War aus, nachdem sie im Mai 2021 bereits die Gründung von PDF's angekündigt hatte. Dieser Schritt wurde mit gemischten Gefühlen weltweit aufgenommen. Im Land selber wurde die Ankündigung von weiten Teilen der Bevölkerung begrüßt. Viele Anhänger der NLD und der NUG flüchteten in Gebiete der EAO's und erhielten dort Trainingsmöglichkeiten und im begrenzten Umfang auch Waffen. In vielen Regionen des Landes wurden PDF's gegründet.

## Unterstützung
Die NUG kommuniziert primär über soziale Kanäle. Auch finanziert sie sich über Online Lotterien und die Herausgabe von Kriegsanleihen, welche Online abgewickelt werden.
Eine Umfrage ermittelte eine große Unterstützung der NUG durch die burmesische Bevölkerungsmehrheit, während die ethnischen Minderheiten eine starke Zentralregierung fürchten. Die NUG gilt als Burmesisch. Trotzdem unterstützt auch eine große Mehrheit der Befragten mit einem anderen Hintergrund als Burmesisch die NUG. Die Umfrage gilt als wenig aussagekräftig, weil die meisten Befragten nicht im Land wohnten. Hurn Kayang von der Shan Herold Agency for News behauptete in einem Kommentar am 17. Mai 2024, dass die NUG weiterhin von Burmesen dominiert werde würde. Die Burmesen sähen sich als einziges Volk, welches in der Lage wäre, das Land zu regieren. Wenn man bedenkt, dass die meisten Angehörigen der ethnischen Minderheiten überhaupt kein Interesse haben von einer anderen Ethnie regiert zu werden, dann fragt sich Hurn Kayang, ob die NUG eine Zukunft hat. Die Burmesen haben über Hunderte von Jahren andere Ethnien wie die Arakanesen, die Karen, die Mon und Kachin unterdrückt. Viele Karen und Mon wurden gezwungen nach Thailand ins Exil zu gehen.